# لامة أهلية
اللاّمة أو اللامة الأهليّة (الاسم العلمي: Lama glama) حيوان من الثدييات من فصيلة الجمليات من رتبة مزدوجات الأصابع. يعيش في جبال الأنديز في أمريكا الجنوبية في كل من إكوادور وبيرو وبوليفيا وشيلي وشمال غرب الأرجنتين.

## صفات اللامة
يراوح طول اللامة من 109 إلى 119 سم إلى حد مستوى الظهر ومن 120 إلى 225 سم إلى الرأس. أوزانها تراوح من 130 إلى 155 كجم. ولها صوف كثيف يستفيد منه البشر في صناعات مختلفة. إن قام أحد بمشاكسة اللامة أو الاقتراب كثيرًا منه، فسيقوم ببصق المقابل في وجهه بخليط من الطعام غير المهضوم من معدته، ومادة البصق لها حموضة عالية نسبيًا لأن مصدرها المعدة. وهذه المادة الهضمية الخارجة من معدة اللامة هي نفسها المادة التي يخرجها الجمل عندما يعطش وهو يخزنها في سنامه، أما اللامة فهو يخرجها من معدته. لذا ينصح بعدم مشاكسته أو الاقتراب الزائد منه. اللامة حيوان له شعر كثيف ورقبة طويلة ويشبه الجمل الصغير، ولكن ليس لهُ سنام. اللامة أكبر نوع في عائلة الجمال بأمريكا الجنوبية. واللامة مثل الألبكة، القريب الأصغر للاَّما حيوان مستأنس، ينحدر من حيوان الغوناق. أما القريب البريّ الآخر الوحيد للامة فهو حيوان الفكونة.

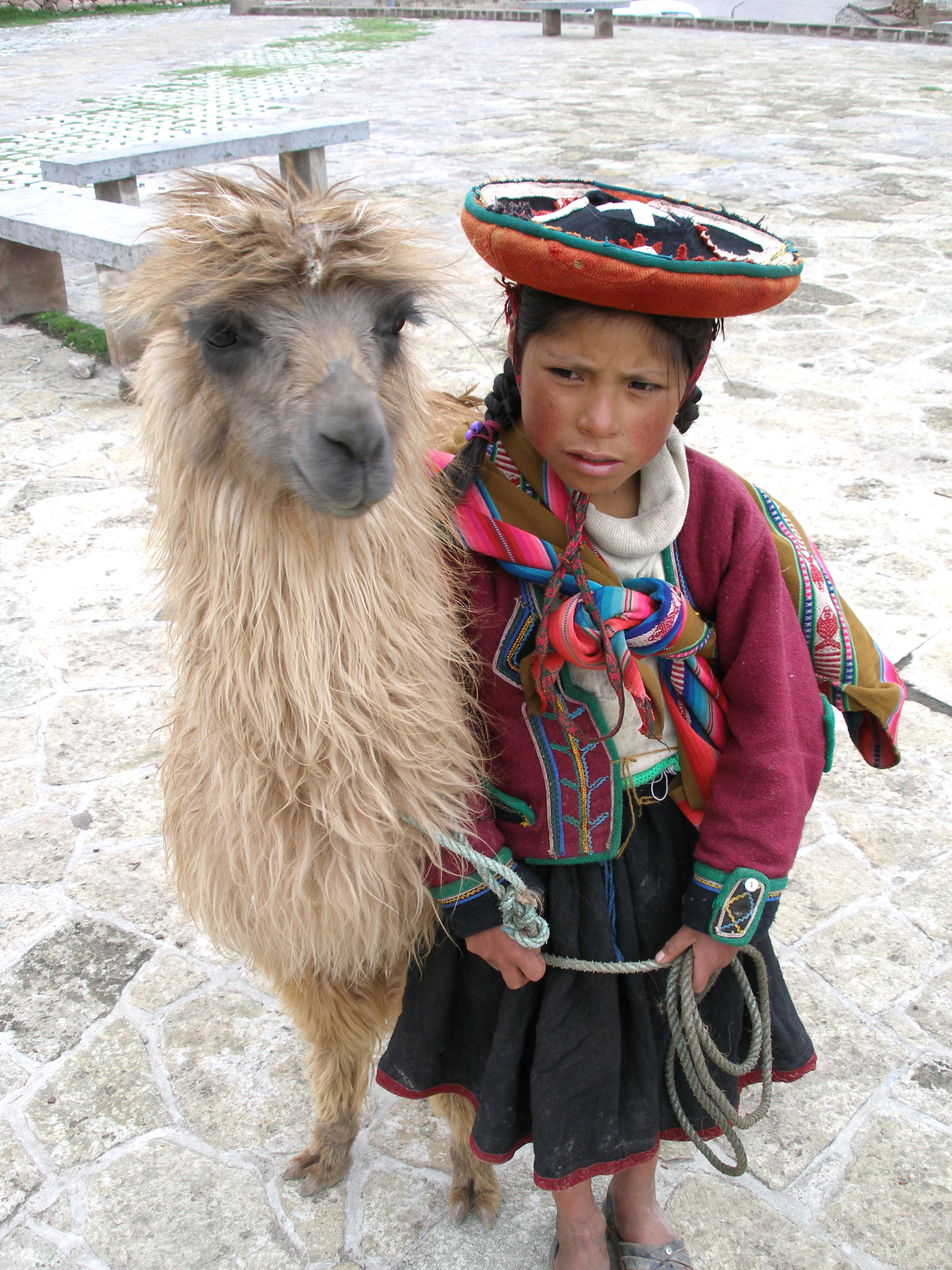
فتاة صغيرة مع لامة صغير

وليس لحيوان اللامة سنام، ويبلغ ارتفاعه عند الأكتاف نحو 1,2م. أما شعره الكثيف الطويل، فلونه إما بني أو أصفر، أو برتقاليّ، أو رمادي، أو أبيض، أو أسود. وتضع أنثى اللامة مولودًا واحدًا كل مرة

## علاقة اللامة بالبشر

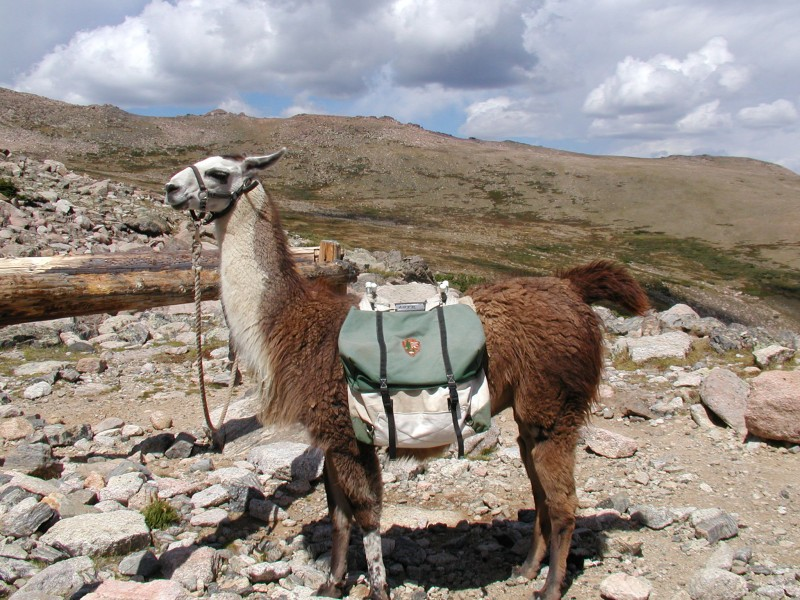
لامة في وقت الشغل

ولحيوان اللامة فائدة كبيرة، حيث يستطيع بصفة عامة أن يحمل حتى 90 كجم، ويسير بأقدام ثابتة في الممرات الجبلية، ويستطيع أن يسير بحمولة كاملة أكثر من 30 كم في اليوم الواحد. وإذا شعرت اللامة بثقل الحمل أو بالتعب، فستلقيه على الأرض وتأبى التحرّك. وعندما يغضب أو يتعرض للهجوم تبصق بلعاب كريه الرائحة في وجه عدوه.
واللامة حيوان مفيد للسكان الأصليين بجبال الأنديز في أمريكا الجنوبية. وعندما قدم الغزاة الأسبان إلى هذه المنطقة في القرن السادس عشر الميلادي استخدموا نحو 300,000 من حيوانات اللامة لنقل الفضة من المناجم. ولا يزال السكان الأصليون يستخدمون اللامة لنقل البضائع، وهم يأكلون لحم صغارها، ويصنعون الملابس من شعرها، والصَّنادل من جلودها.
وتربية اللامة غير مكلفة، حيث إنها حيوانات شديدة التحمل، تعيش على الشجيرات القصيرة ونباتات الأُشنة وغيرها من النباتات التي تنمو في الجبال المرتفعة. ويستطيع حيوان اللامة أن يعيش لعدة أسابيع بدون ماء، ويستعيض عنه بالنباتات الخضراء التي تمده بما يحتاجه من ترطيب.

## أنظر أيضًا
- الغوناق
- الألبكة